# Guernsey Electricity
Guernsey Electricity Limited (GE) est le seul fournisseur commercial d'électricité sur l'île de Guernesey. GE existe depuis plus d'un siècle. L'entreprise est passée de la production locale d'électricité à partir du charbon, puis du pétrole, à l'investissement dans des câbles pour se connecter aux réseaux de Jersey et de France via le réseau électrique des îles anglo-normandes.

## Histoire

### Premières utilisations de l'électricité à Guernesey
En 1887, une dynamo a été utilisée pour générer l'éclairage public devant la brasserie Randalls, suivie en 1897 par une première installation domestique alimentée en eau au Chalet, baie de Fermain. 
En 1898, Edmundsons Electricity Corporation a obtenu la concession pour la fourniture d'électricité à Guernesey. Sept kilomètres de câbles souterrains ont été installés en deux ans. En février 1900, 150 kW ont pu être produits par la centrale électrique des Amballes, St Peter Port.
La commercialisation se faisait par l'intermédiaire de monnayeurs acceptant les trois types de pièces alors en usage sur l'île : locales, britanniques et françaises.
L'industrie des carrières avait besoin d'électricité pour les grues et en 1902, il a été décidé de construire une deuxième centrale électrique à Saint-Sampson, portant la capacité de production à 870 kW. En 1910, la quantité d'énergie distribuée est ainsi passée de  65 000 kWh à 1,75 million. Un câble à 2 500 V en courant continu reliait les deux centrales. Un système de stockage sur batteries permettait de fournir du courant 24 heures sur 24, les générateurs n'ayant besoin de fonctionner que quatre jours par semaine. Avec 1 000 consommateurs en 1910, le prix moyen par unité est tombé à une moyenne de 2,5 pennys.

### Guernesey Electric Light and Power Company Limited
En 1907, une société a été créée, Guernsey Electric Light and Power Company Limited. Entre 1908 et 1911, des générateurs diesel ont été installés dans les deux centrales électriques, portant la capacité à 1 340 kW. Une explosion en novembre 1918 à la centrale électrique du Valle a couvert la route de débris. L'augmentation du prix du charbon et du pétrole pendant la Première Guerre mondiale et la nécessité d'étendre le réseau ont abouti à une nouvelle loi qui a augmenté les tarifs et autorisé l'installation de lignes à haute tension dans les zones rurales.
- Connexions créées pour recharger les véhicules électriques – 1914
- Éolienne construite – 1925[5]

En 1933, les États de Guernesey ont annulé la concession et acquis l'entreprise au prix de 285 500 £, date à laquelle la capacité était de 3,73 MW avec 2 928 consommateurs répartis au long de 165 km de câbles avec huit sous-stations. L'ensemble passa sous l'autorité du State Electricity Board. 
En 1934, la distribution passe au courant alternatif (50 Hz en 230 V) mais certains consommateurs sont restés en courant continu pendant des dizaines d'années. En 1938, la dernière chaudière à charbon a été retirée alors que de nouveaux réservoirs de carburant ont été construits. En 1939, 110 nouveaux kilomètres de câbles sont tirés, 17 sous-stations supplémentaires sont construites et 6,9 millions de kWh ont été vendus par an à 5 774 consommateurs.

### Occupation
En juin 1940, les deux tiers des salariés sont évacués vers l'Angleterre, laissant 36 salariés volontaires subir l'occupation allemande. Des restrictions ont été imposées sur l'utilisation de l'électricité, l'approvisionnent réduit en combustible ne permettant qu'une production limitée mai 1941. On brûle à nouveau du charbon, du gaz de ville et même des déchets, ce qui permet de maintenir une puissance minimale essentielle de 145 kW. Le principal utilisateur était l'occupant nazi, la majeure partie de la facture étant payée par les États de Guernesey. L'Organisation Todt, chargée de fortifier l'île, a pris en charge l'approvisionnement en combustible de manière à produire l'électricité dont elle avait besoin. Elle a aussi construit une centrale à l'anthracite sur le site du Petit Bouet.
Au cours de l'hiver 1942-1943, 75% de la consommation était le fait de l'occupant. On comptait un certain nombre de connexions illégales. Les civils étaient limités à 4 kWh d'électricité par semaine et par maison.
En janvier 1945, l'électricité était à peine disponible pour transformer le lait ou purifier et pomper l'eau. Le charbon apporté par la Croix-Rouge en avril a autorisé la production du combustible à partir duquel de l'électricité pouvait être produite à des fins civiles. Guernesey est libérée le 9 mai 1945.

### Après-guerre
Immédiatement après la guerre, des réparations ont été nécessaires dans de nombreux domaines, mais il était difficile d'obtenir des machines de remplacement.
Au cours des années 1950, la demande a augmenté rapidement, les ventes atteignant 32,5 millions de kWh et les consommateurs passant à 14 805. Une ligne à haute tension, en courant alternatif, a été construite autour de l'île. Huit nouveaux alternateurs ont été acquis pour une capacité de 12,5 MW. Le courant alternatif se généralise autant que possible, mais en 1966, 600 foyers étaient encore alimentées en CC.
La tranche 'B' a été construite pour répondre à l'augmentation de la demande. De nouveaux équipements sont mis en service, dont une turbine à gaz Stal Laval GT35, portant le total à 24, dont 12 Mirrlees KVSS12 et 6 Mirrlees Major, fournissant 54,6 MW. En 1970, les consommateurs ont atteint le nombre de 21 507 avec 130,7 millions de kWh vendues. La tranche «C» a été construite en 1979 pour abriter les nouveaux générateurs Sulzer 9RNF68 et le hall «A» a été mis hors service. Les années 1980 ont vu la capacité augmenter à 72 MW en 1984, ce qui était suffisant pour la demande maximale de 43 MW, mais la demande continuait d'augmenter pour atteindre 64,5 MW le 8 janvier 1997, un nouveau générateur Sulzer 9RTA58 a été installé dans le nouveau hall de production « D » et deux nouvelles turbines à gaz Thomassen ont été acquises. Le dernier client DC était Randalls Brewery qui a converti son usine d'embouteillage au courant alternatif en 1987. 
En 1998, GE a été privatisée, affichant 91,5 millions de livres sterling d'actifs. L'efficacité thermique de la centrale est passée à 43 %, le facteur de charge du système a atteint 58 % et les pertes en ligne ont été réduites à 9,5 %.

### Câbles sous-marins
Dans les années 1970, un câble est envisagé, à l'instar de Jersey relié à la France en 1984 (EDF1). Aucune décision n'est prise avant 1996 lorsqu'il a été convenu de relier Guernesey à Jersey (GJ1) et de poser un deuxième câble de 90 MW (Normandie 2) de la France à Jersey, les travaux étant achevés en 2000 pour un coût de 50 millions de livres sterling. Les câbles contiennent un câble de communication à 24 fibres optiques. 
Un deuxième câble CC de 100 MW (GJ2) est installé en 2016, deux ans plus tôt que prévu pour remplacer le GJ1 existant qui commençait à tomber en panne, ainsi qu'un autre câble (Normandie 1) de la France à Jersey remplaçant l'ancien câble EDF1.
GE a investi massivement dans le réseau électrique des îles anglo-normandes grâce à des emprunts.

## Courant
Bien que la connexion par câble à la France fournisse la plupart des unités (une unité valant un kWh) d'électricité vendues à Guernesey, la centrale électrique doit maintenir une capacité suffisante pour produire de l'électricité en cas de défaillance du câble. Huit moteurs diesel au mazout et trois turbines à gaz au mazout, dont deux nouveaux moteurs diesel, nommés "Trudy" et "Freddy", coûtant 15 millions de livres sterling chacun, ont été installés dans la salle des machines "D" en mars 2017. Les considérations environnementales et de coût exigent l'utilisation maximale de la liaison par câble.
La demande minimale est d'environ 23 MW avec une demande de pointe en 2010/11 de 85 MW. Le chiffre d'affaires en 2012/13 était de 53 millions de livres sterling. On prévoit que la demande continuera d'augmenter. En 2011/12, 82 % de l'électricité a été importée via la liaison par câble. Les clients dépassent désormais les 30 000.
Un magasin de vente au détail est rattaché à la centrale électrique de North Side dans Le Valle.
GE est régie par la loi de 2001 sur l'électricité (Guernesey) telle que modifiée et est réglementée par les autorités de réglementation et de concurrence des îles anglo-normandes.